# Бассиан (сенатор)
Бассиан (лат. Bassianus; ум. в 316) — римский сенатор и член династии Константина.

## Биография
Бассиан был женат на Анастасии, сестре императора Константина I. Выбор им Бассиана объясняется тем, что его брат, Сенекион (Сенецион, Senecio), был высокопоставленным чиновником (вероятно Dux limitis) при императоре Лицинии, коллеги Константина на Востоке, и, следовательно, этот брак укрепил связи между двумя августами. 
Около 314 года Константин послал своего сводного брата Юлия Констанция к Лицинию в Сирмий с предложением  возвести Бассиана в ранг Цезаря, предварительно дав последнему власть над Италией. Лициний отказался признать назначение, кроме того, он приказал Сенекиону связаться со своим братом и с его помощью убить Константина, а также отдать ему во власть Италию. Заговор был обнаружен и Бассиан был казнен. Константин просил Лициния выдать ему Сенекиона, но Лициний отказался и сверг статую своего коллеги на границе между двумя сферами их влияния. Эти события привели к вспышке военных действий между Константином и Лицинием. 
Последние исследования показали, что Бассиан и Сенекион принадлежали к роду Анициев.